# Uetlibergtunnel
Der Uetlibergtunnel ist ein Teilstück der Autobahn A3 südlich von Zürich in der Schweiz und verbindet seit dem 4. Mai 2009 die Autobahnverzweigungen Zürich-West bei Birmensdorf und Zürich-Süd in Wollishofen in direkter Linie. Die beiden Röhren durchqueren den Uetliberg, den Hausberg von Zürich. Der Tunnel soll vor allem die bisherige Westtangente sowie die Birmensdorferstrasse vom starken Durchgangsverkehr entlasten und schliesst eine wichtige Lücke im schweizerischen Strassennetz.

## Bauweise
Beim Bau des Uetlibergtunnels wurden verschiedene Ausbruchverfahren angewendet, um das stark differenzierende Gestein zu durchbohren, so traditioneller Sprengvortrieb, aber auch Vortrieb mittels Tunnelbohrmaschine (TBM), einer Tunnelbohrerweiterungsmaschine (TBE) in Hinterschneidetechnik, Kalottenvortrieb sowie im Gebiet Reppischtal im Tagbau. Das Ausbruchvolumen betrug 1,7 Mio. m³.

## Ausführung
Der Tunnel besteht aus zwei richtungsgetrennten Röhren in Ost-West-Richtung. Jede Röhre weist zwei Spuren sowie einen Standstreifen aus. Querverbindungen alle 300 m dienen als Fluchtwege in die andere Röhre, deshalb konnte auf einen Sicherheitsstollen verzichtet werden. Zusätzlich zu den üblichen Fahrbahnüberleitungen an den Tunnelportalen sind unter der Lüftungszentrale Reppischtal die beiden Röhren mittels eines Überleitstollens in beiden Richtungen miteinander verbunden, um bei Bränden oder Baustellen den Verkehr in die andere Röhre leiten zu können. Die Röhren weisen ein Gefälle von 1,6 % in Richtung Ost auf.

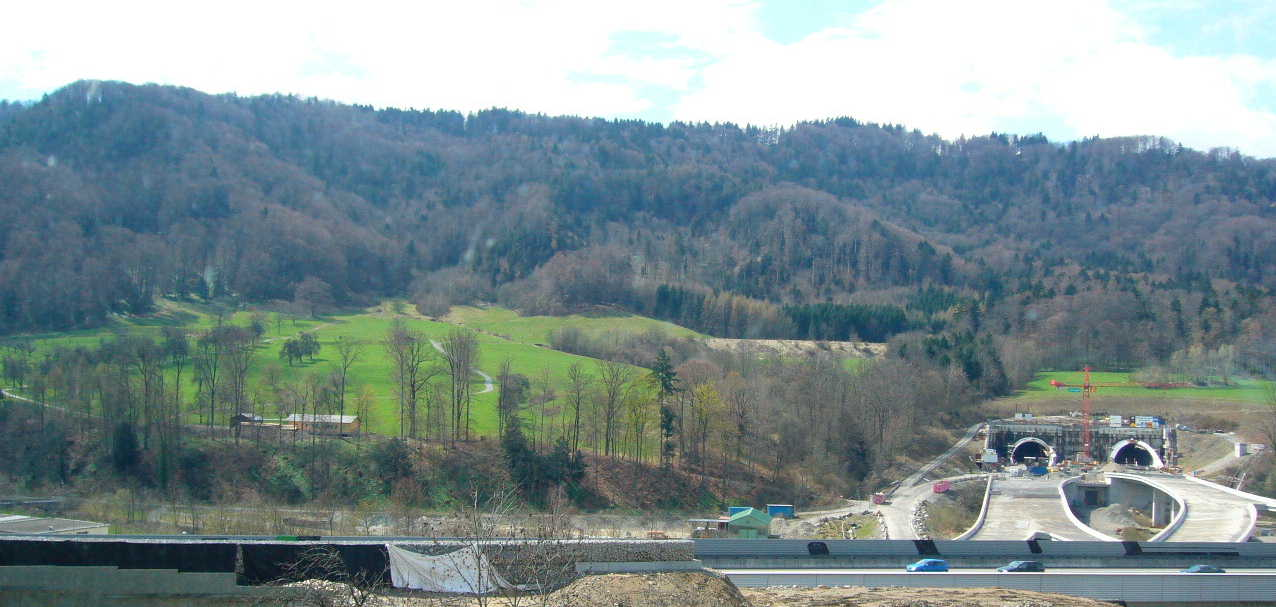
Höckler, rechts davon das Ostportal «Gänziloo» (2006)
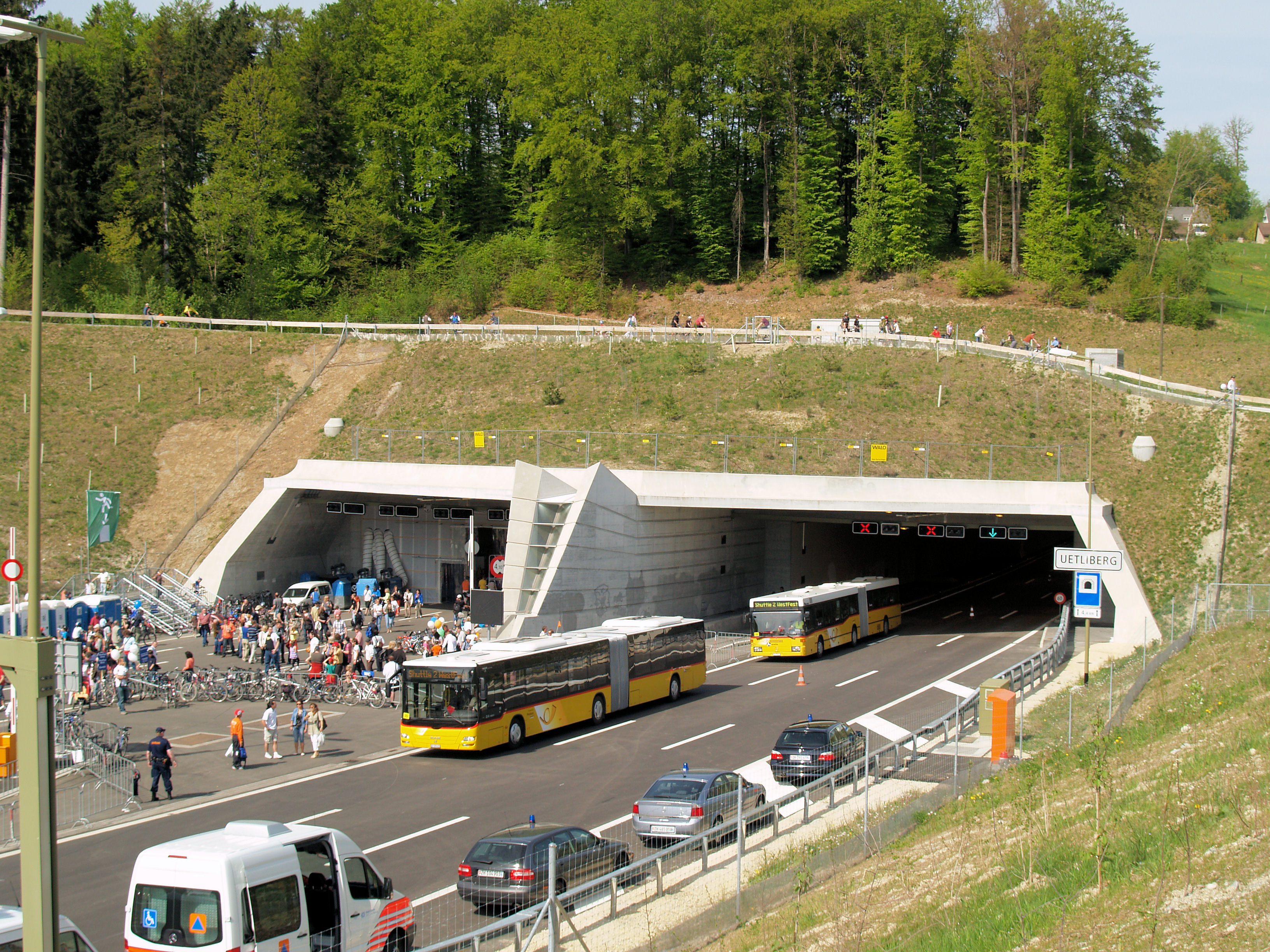
Westportal bei Eröffnungsfeier (April 2009)
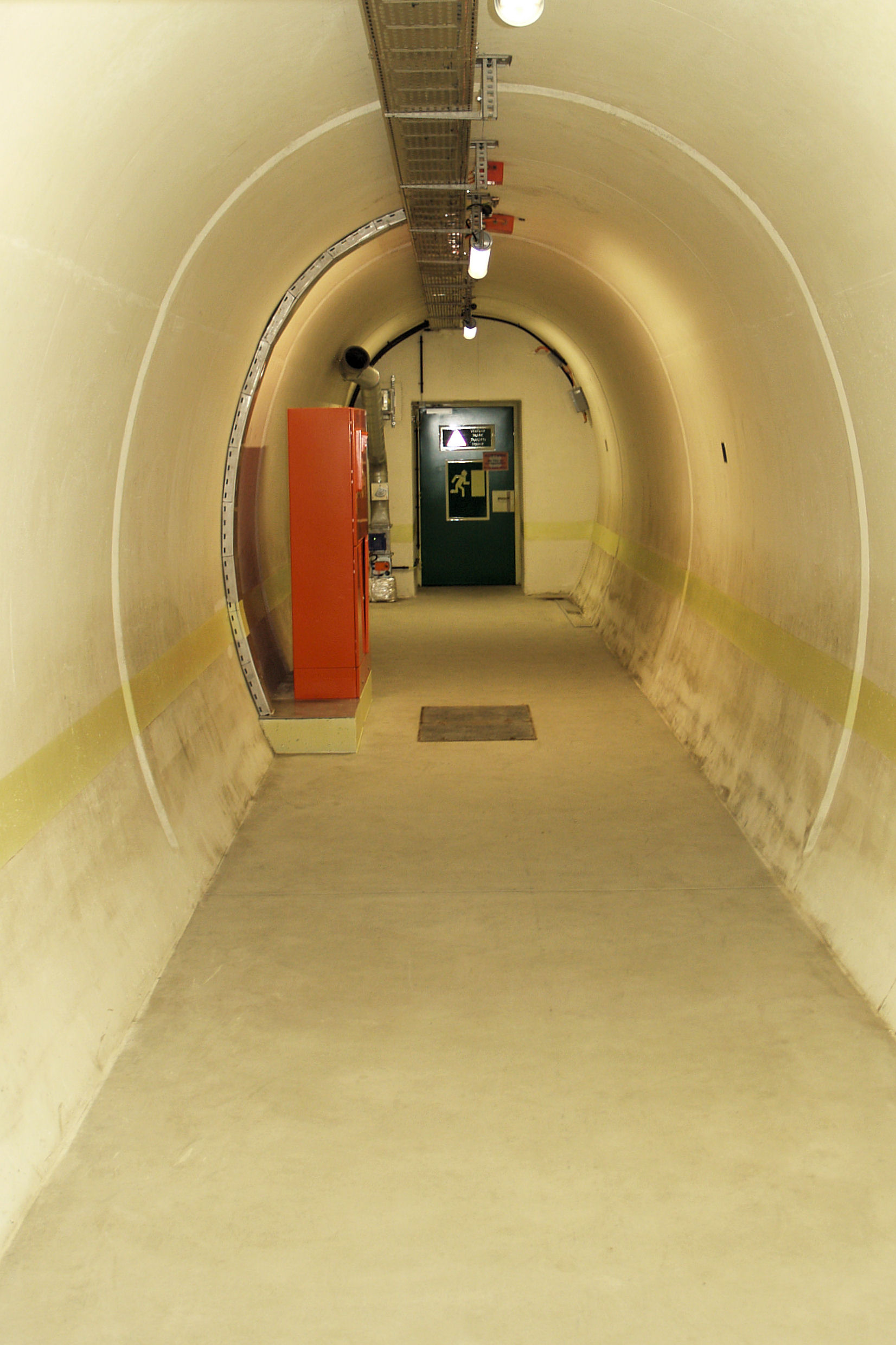
Rettungstunnel (2009)

## Flankierende Verkehrsmassnahmen
Die Stadt Zürich setzte zur Eröffnung des Uetlibergtunnels eine Reihe von flankierenden Massnahmen um, welche in erster Linie die Zürcher Stadtkreise 3 und 4 effektiv vom Durchgangsverkehr entlasten sollten. Bis Sommer 2010 wurden beispielsweise die Sihlfeldstrasse und die Weststrasse mittels baulicher Massnahmen wieder zu Quartierstrassen umgestaltet und dadurch von 90 % des Verkehrs entlastet.